# Sista natten (1936)
Sista natten (ryska: Последняя ночь: Poslednjaja notj), sovjetisk dramafilm från 1936. 

## Om filmen
Filmen utspelar sig i Moskva under oktoberrevolutionen 1917, då två familjer i olika samhällsklasser, proletärerna Zacharin och reaktionärerna Leontiev, ställs mot varandra.

## Rollista
- Ivan Pelttser – Zacharin, fadern
- Maria Jarotskaja – Zacharina, modern
- Nikolaj Dorochin - Pjotr Zacharin
- Aleksej Konsovskij – Kuzma Zacharin
- Vasilij Popov – Ilja Zacharin
- Nikolaj Rybnikov – Leontiev, fadern
- Sergej Vetjeslov – Aleksej Leontiev
- Tatjana Okunevskaja – Lena Lenotieva
- Leonid Knjazev – Sjura Leontiev
- Vladimir Gribkov – Michajlov, Revkom-ordförande
- Ivan Arkadin – Semichanov, resande säljare
- Michail Cholodov – Soskin, officer